# Paraphlepsius pusillus
Paraphlepsius pusillus är en insektsart som beskrevs av Baker 1898. Paraphlepsius pusillus ingår i släktet Paraphlepsius och familjen dvärgstritar. Inga underarter finns listade i Catalogue of Life.